# Psydrax micans
Psydrax micans là một loài thực vật có hoa trong họ Thiến thảo. Loài này được (Bullock) Bridson miêu tả khoa học đầu tiên năm 1985.